# Ниязов, Мухамедамир
Мухамедамир Ниязов — советский хозяйственный, государственный и политический деятель.

## Биография
Родился в 1909 году на Памире в семье крестьянина-бедняка. Член ВКП(б) с 1932 года.
С 1919 года — на хозяйственной, общественной и политической работе. В 1919—1946 гг. — пастух в Шугнанском районе, рабочий-строитель, учился в интернате, в совпартшколе в Сталинабаде, инструктор райкома КП Таджикской ССР, студент Коммунистического университета трудящихся Востока в Москве, заместитель заведующего отделом учащихся и молодежи ЦК ЛКСМ Таджикистана, первый секретарь Муминабадского райкома КП(б) Таджикистана, народный комиссар просвещения Таджикской ССР, на хозяйственной работе в Ленинабадской области Таджикской ССР.
Избирался депутатом Верховного Совета СССР 1-го созыва.